# Turneele Madonnei
Turneele Madonnei au fost până în prezent nouă, din care opt de calibru mondial. Începând cu primul turneu din 1985, în America de Nord - un eșec critic, dar succes financiar - ele au crescut în anvergură, nefiind lipsite de momente controversate, precum episodul din Puerto Rico, când artista și-a frecat steagul țării gazdă între picioare. După The Girlie Show Tour din 1993, Madonna nu a mai plecat în turneul până în 2001, când Drowned World Tour a fost unul dintre cele mai încoronate de succes turnee ale anului 2001. Turneul Sticky & Sweet Tour a doborât recorduri, fiind turneul cu cele mai mari încasări din toate timpurile al unui artist solo: din biletele vândute s-au strâns 408 de milioane de dolari.

## Turnee
| An | Titlu                | Date | Numărul de interpretări | Tipuri de formate lansate |
| --- | -------------------- | --- | ----------------------- | --- |
| 1985 | The Virgin Tour      | 10 aprilie, 1985–11 iunie, 1985 (America de Nord) | 40                      | VHS, Laserdisc: Live - The Virgin Tour |
| The Virgin Tour a fost primul turneu al Madonnei, vizitând marile orașe din Statele Unite și Canada. Cu toate că recenziile au fost negative, toate cele 17.162 de bilete pentru cele trei spectacole de la Radio City Music Hall din New York s-au vândut într-un timp record de 34 de minute. |                      | |                         | |
| 1987 | Who's That Girl Tour | 14 iunie, 1987–22 iunie, 1987 (Japonia) 27 iunie, 1987–9 august, 1987 (America de Nord) 15 august, 1987–6 septembrie, 1987 (Europa) | 37                      | VHS, Laserdisc (doar în Japonia): Who's That Girl - Live in Japan DVD, VHS, LaserDisc: Ciao, Italia! - Live from Italy |
| Who's That Girl Tour a fost primul turneu mondial al Madonnei, incluzând orașe din Japonia, America de Nord și Europa. La acea vreme, acesta stabilise douǎ recorduri: turneul cu cele mai mari încasǎri din toate timpurile, dar și cea mai rapidǎ vânzare de bilete (144.000 bilete în 18 ore și 9 minute).                                                                                           |                      | |                         | |
| 1990 | Blond Ambition Tour  | 13 aprilie, 1990–27 aprilie, 1990 (Japonia) 4 mai, 1990–25 iunie, 1990 (America de Nord) 30 iunie, 1990–5 august, 1990 Europa | 57                      | VHS, Laserdisc (doar în Japonia): Blond Ambition - Japan Tour 90 LaserDisc: Live! - Blond Ambition World Tour 90 DVD, VHS, LaserDisc: Adevăr sau provocare (În pat cu Madonna) (documentar, conține interpretări din turneu) |
| Blond Ambition Tour a fost al doilea turneu mondial al artistei. A fost unul controversat datoritǎ juxtapunerii dintre catolicism și sexualitate. Printre momentele memorabile din turneu se numǎrǎ faimosul sutien cu conuri și coreografia pentru melodia „Like a Virgin”. Acesta a fost numit de Rolling Stone cel mai bun turneu al anilor ’90.                                                     |                      | |                         | |
| 1993 | The Girlie Show Tour | 25 septembrie, 1993–1 octombrie, 1993 (Europa) 5 octombrie, 1993–7 octombrie, 1993 (Asia) 11 octombrie, 1993–26 octombrie, 1993 (America de Nord) 30 octombrie, 1993–6 noiembrie, 1993 (America de Sud) 10 noiembrie, 1993–13 noiembrie, 1993 (America de Nord) 19 noiembrie, 1993–4 decembrie, 1993 (Australia) 7 decembrie, 1993–19 decembrie, 1993 (Japonia) | 39                      | DVD, VHS, LaserDisc: The Girlie Show - Live Down Under |
| The Girlie Show, al treilea turneu mondial al artistei, a vizitat pe lângǎ Europa, America de Nord și Japonia, Australia, Israelul și Turcia. Acest turneu a avut rolul de a promova controversatul album Erotica. În ciuda insuccesului albumului, turneul a fost un mare succes, strângand 60.3 milioane de dolari, și primind o nominalizare la premiile Grammy pentru “Best Long Form Music Video”. |                      | |                         | |
| 2001 | Drowned World Tour   | 9 iunie, 2001–12 iulie, 2001 (Europa) 21 iulie, 2001–15 septembrie, 2001 (Statele Unite) | 47                      | DVD, VHS: Drowned World Tour 2001 |
| Drowned World Tour a însemnat reîntoarcerea cântǎreței la turnee, dupǎ ce luase o pauzǎ de opt ani. A fost unul din cele mai de succes turnee din acel an, cu toate cǎ acesta a vizat numai orașe din Statele Unite și Europa. Melodiile incluse au fost cele de pe albumele Music, Ray of Light și Bedtime Stories plus douǎ melodii din anii ’80, „Holiday” și „La Isla Bonita”.                      |                      | |                         | |
| 2004 | Re-Invention Tour    | 24 mai, 2004–2 august, 2004 (America de Nord) 14 august, 2004–14 septembrie, 2004 (Europa) | 56                      | CD+DVD, DVD+CD: I'm Going to Tell You a Secret (documentarul conține interpretări din turneu) |
| Re-Invention Tour a fost al cincilea turneu mondial și al șaselea per total al Madonnei. Acesta a devenit turneul cu cele mai mari încasari din 2004. Dintre toate turneele cântǎreței, acesta este cel mai reprezentativ, fiind incluse în spectacol cel puțin o melodiile de pe fiecare album. |                      | |                         | |
| 2006 | Confessions Tour     | 21 mai, 2006–23 iulie, 2006 (Statele Unite) 30 iulie, 2006–12 septembrie, 2006 (Europa) 16 septembrie, 2006–21 septembrie, 2006 (Japonia) | 60                      | CD/DVD, DVD: The Confessions Tour |
| Confessions Tour (2006) a debutat pe 21 mai 2006 și s-a încheiat pe 21 septembrie, în acelasi an. Turneul a devenit cel mai bine vandut turneu al unei artiste, record deținut înainte de Cher. Acesta a câștigat un premiu Grammy pentru “Best Long Form Music Video". |                      | |                         | |
| 2008 | Sticky & Sweet Tour  | 23 august, 2008–27 septembrie, 2008 (Europa) 4 octombrie, 2008–30 noiembrie, 2008 (America de Nord) 3 decembrie, 2008–21 decembrie, 2008 (America de Sud) | 58                      | |
| Turneul promovează albumul Hard Candy. |                      | |                         | |
| |                      | |                         | |

## Mini turnee
| An   | Titlu                    |
| ---- | ------------------------ |
| 2000 | Don't Tell Me Promo Tour |
| 2003 | American Life Promo Tour |
| 2005 | Hung Up Promo Tour       |
| 2008 | Hard Candy Promo Tour    |

## Concerte de caritate
| An   | Titlu                                            | Format | Piesele interpretate                                                                                            |
| ---- | ------------------------------------------------ | ------ | --- |
| 1985 | Live Aid: Acum 20 de ani                         | DVD    | „Holiday”, „Into the Groove”, „Love Makes the World Go Round”, „Revolution” (cu Thompson Twins și Nile Rodgers) |
| 2005 | Live 8 - O zi, un concert, o lume                | DVD    | „Like A Prayer”, „Ray of Light”, „Music”                                                                        |
| 2007 | Live Earth - Concertul pentru un climat în criză | CD/DVD | „Hey You”, „Ray of Light”, „La Isla Bonita”, „Hung Up”                                                          |